# Edinger (krater)
Edinger är en nedslagskrater på planeten Venus. Edinger har fått sitt namn efter paleontologen Tilly Edinger.
Kratern har en diameter på ungefär 33 km.